# Protocol Recordings
Protocol Recordings est un label néerlandais fondé par Nick Rotteveel (Nicky Romero) en 2012. Plusieurs artistes mondialement connus de la scène Electro / Progressive ont déjà signé chez le label du néerlandais, tels que Don Diablo, Blasterjaxx, R3hab ou encore Vicetone.
Les nouvelles sorties se succèdent au rythme d'une nouvelle track toutes les 2 / 3 semaines.
Le label commence à se faire connaître grâce à des titres comme Like Home (avec NERVO), Symphonica, Legacy avec Krewella, ou encore sa version éditée de Rip It Up par R3hab et Lucky Date.
5 morceaux ont atteint la première place du Top 100 sur la plate-forme de téléchargement en ligne Beatport, tous produits par Nicky Romero, hormis Howl at the moon, issu des StadiumX, qui fit d'ailleurs une percée dans les charts français, atteignant la 59e place (SNEP ).
Un podcast, Protocol Radio, est créé en 2013, animé par Nicky Romero lui-même, diffusant les sorties récentes et présentant les prochains morceaux de son label, au rythme d'une émission par semaine.
Dans le  but de faire découvrir de nouveaux jeunes talents, il est possible de soumettre une démo sur le site officiel du label, qui, après sélection, sera diffusée dans une émission prochaine de Protocol Radio.

## Artistes
De nombreux artistes font partie de la maison Protocol, parmi lesquels :
| - Nicky Romero - NERVO - R3hab - Bassjackers - Don Diablo - Blasterjaxx - Hard Rock Sofa - Tritonal - Vicetone - Michael Calfan - Kryder - Lucky Date - Paris Blohm - Stadiumx - Bobina - Amersy - Merk & Kremont - Charles B - Vigel - Taylr Renee - Skidka | - Pelari - Tony Romera - Vince Moogin - John Dahlback - Bobby Rock - Blinders - Ispolins - ZROQ - Volt & State - Tom Swoon - Evol Waves - John Christian - Deniz Koyu - Don Palm - Magnificence - Alec Maire - Arin Tone - MAKJ - Tom Tyger - Florian Picasso |

## Singles
| Artiste                                       | Titre                                                       | Type   | Date       | Catalogue | Notes                                                                    |
| --------------------------------------------- | ----------------------------------------------------------- | ------ | ---------- | --------- | ------------------------------------------------------------------------ |
| Nicky Romero & ZROQ                           | WTF!?                                                       | Single | 28/05/2012 | PR001     | -                                                                        |
| Nicky Romero & Calvin Harris                  | Iron                                                        | Single | 10/09/2012 | PR002     | -                                                                        |
| Nicky Romero & Calvin Harris                  | Iron (The Remixes)                                          | Single | 08/10/2012 | PR002R    | Remixes de Dyro & Tony Romera                                            |
| Nicky Romero & NERVO                          | Like Home                                                   | Single | 12/11/2012 | PR003     | iTunes Version inclut Radio Edit                                         |
| Nicky Romero & NERVO                          | Like Home (The Remixes)                                     | Single | 17/12/2012 | PR003     | Remixes de Dannic, Gregor Salto & Dillon Francis                         |
| Tony Romera                                   | Pandor                                                      | Single | 03/12/2012 | PR004     | -                                                                        |
| Vince Moogin                                  | Love Me Right                                               | Single | 18/02/2013 | PR005     | -                                                                        |
| Nicky Romero                                  | Symphonica                                                  | Single | 25/03/2013 | PR006     | iTunes Version incluye Radio Edit                                        |
| Nicky Romero                                  | Symphonica (The Remixes)                                    | Single | 20/05/2013 | PR006R    | Remixes de Cash Cash, BARE & Suedes                                      |
| Nicky Romero                                  | Symphonica (Amersy Remix)                                   | Single | 19/09/2013 | PR006RC   | -                                                                        |
| John Dahlbäck                                 | Nuke                                                        | Single | 06/05/2013 | PR007     | -                                                                        |
| Don Diablo Feat. Alex Clare & Kelis           | Give It All (Don Diablo & CID Remix)/(Don Diablo & CID Dub) | Single | 10/06/2013 | PR008     | Retrasado 1 dia por problemas con Beatport[Quoi ?].                      |
| Nicky Romero Vs. Krewella                     | Legacy                                                      | Single | 15/07/2013 | PR009     | -                                                                        |
| Nicky Romero Vs. Krewella                     | Legacy (The Remixes)                                        | Single | 19/08/2013 | PR009R    | Remixes de Vicetone, Don Diablo feat. Sway, Wildstylez & Candyland       |
| Nicky Romero Vs. Krewella                     | Legacy                                                      | Single | 17/12/2013 | PR009T    | Kryder Remix                                                             |
| Nicky Romero Vs. Krewella                     | Legacy                                                      | Single | 28/01/2014 | PR009T2   | Mike Candys Edit                                                         |
| Don Diablo & CID                              | Prototype                                                   | Single | 09/09/2013 | PR010     | -                                                                        |
| Vicetone                                      | Tremble                                                     | Single | 05/08/2013 | PR011     | -                                                                        |
| Bassjackers                                   | Zing                                                        | Single | 23/09/2013 | PR012     | -                                                                        |
| -                                             | -                                                           | Single | TBA        | PR013     | -                                                                        |
| Kryder                                        | PYRMD                                                       | Single | 07/10/2013 | PR014     | -                                                                        |
| Michael Calfan                                | Falcon                                                      | Single | 21/10/2013 | PR015     | -                                                                        |
| Merk & Kremont                                | Zunami                                                      | Single | 04/11/2013 | PR016     | -                                                                        |
| Pelari                                        | Rave                                                        | Single | 25/11/2013 | PR017     | -                                                                        |
| R3hab & Lucky Date                            | Rip It Up                                                   | Single | 09/12/2013 | PR018     | Nicky Romero Edit                                                        |
| R3hab & Lucky Date                            | Rip It Up                                                   | Single | 23/12/2013 | PR018T    | -                                                                        |
| Tritonal & Paris Blohm Feat. Sterling Fox     | Colors                                                      | Single | 13/01/2014 | PR019     | iTunes Version Inclut Radio Edit                                         |
| Tritonal & Paris Blohm Feat. Sterling Fox     | Colors (The Remixes)                                        | Single | 14/04/2014 | PR019R    | Remixes de John Dahlbäck, K-Klass, Alan Morris & Atmosfearz              |
| Tritonal & Paris Blohm Feat. Sterling Fox     | Colors (Beatport Contest Winner Remix)                      | Single | 14/04/2014 | PR019T    | Culture Code Remix                                                       |
| Bobby Rock Feat. Cimo Fränkel                 | New Life                                                    | Single | 30/06/2014 | PR020     | -                                                                        |
| Hard Rock Sofa & Skidka                       | Moloko                                                      | Single | 10/02/2014 | PR021     | -                                                                        |
| Stadiumx & Taylr Renee                        | Howl At The Moon                                            | Single | 24/02/2014 | PR022     | iTunes Version Inclut Radio Edit                                         |
| Stadiumx & Taylr Renee                        | Howl At The Moon (The Remixes)                              | Single | 31/03/2014 | PR022R    | Remixes de D.O.D, Aftershock & Frontload                                 |
| Nicky Romero & Anouk                          | Feet On The Ground                                          | Single | 09/06/2014 | PR023     | -                                                                        |
| Nicky Romero & Anouk                          | Feet On The Ground (The Remixes)                            | Single | 24/11/2014 | PR023R    | Remixes de Merk & Kremont, Arno Cost, BARE, Flashmob & GusGus vs T-World |
| Vicetone feat. Chloe Angelides                | White Lies                                                  | Single | 6/2/2014   | PR024     | iTunes Version Inclut Radio Edit                                         |
| Blasterjaxx                                   | Echo                                                        | Single | 07/04/2014 | PR025     | -                                                                        |
| Lush & Simon                                  | Hunter                                                      | Single | 02/06/2014 | PR026     | -                                                                        |
| Bobina & Vigel                                | Crunch                                                      | Single | 21/04/2014 | PR027     | -                                                                        |
| Martin Volt & Quentin State & Burgundy's      | Conspiracy                                                  | Single | 05/05/2014 | PR028     | -                                                                        |
| John Christian                                | Next Level                                                  | Single | 26/05/2014 | PR029     | Nicky Romero Edit                                                        |
| John Christian                                | Next Level (The Remixes)                                    | Single | 21/07/2014 | PR029R    | Remixes de OutOfSync, Belocca, KURA, Arin Tone & Marc Benjamin           |
| John Dahlback                                 | Fireflies                                                   | Single | 23/06/2014 | PR030     | -                                                                        |
| Sultan & Ned Shepard & The Boxer Rebellion    | Keep Moving                                                 | Single | 14/07/2014 | PR031     | -                                                                        |
| Sultan & Ned Shepard & The Boxer Rebellion    | Keep Moving (The Remixes)                                   | EP     | 08/09/2014 | PR031R    | Remixes de Bobby Rock & Pankaj & Parag                                   |
| Martin Volt & Quentin State                   | Rush                                                        | Single | 28/07/2014 | PR032     | -                                                                        |
| Row Rocka                                     | Saffron                                                     | Single | 11/08/2014 | PR033     | -                                                                        |
| Thomas Newson & Magnificence                  | Blizzard                                                    | Single | 25/08/2014 | PR034     | -                                                                        |
| Ispolins                                      | Ispolins                                                    | Single | 22/09/2014 | PR035     | -                                                                        |
| Nicky Romero & Vicetone feat When We Are Wild | Let Me Feel                                                 | Single | 06/10/2014 | PR036     | -                                                                        |
| Nicky Romero & Vicetone feat When We Are Wild | Let Me Feel (Remixes)                                       | EP     | 29/12/2014 | PR036R    | Remixes de Fedde Le Grand, Volt & State, Manse & Martijn Ten Velden.     |
| Tommy Trash & Wax Motif                       | HEX                                                         | Single | 20/10/2014 | PR037     | -                                                                        |
| Evol Waves                                    | Inferno                                                     | Single | 03/11/2014 | PR038     | -                                                                        |
| Tom Swoon & Stadiumx feat Rico & Miella       | Ghost                                                       | Single | 08/12/2014 | PR039     | -                                                                        |
| Blinders                                      | Sirene                                                      | Single | 22/12/2014 | PR040     | -                                                                        |
| Paris Blohm feat Charles                      | Demons                                                      | Single | 12/01/2015 | PR041     | -                                                                        |
| Merk & Kremont vs Volt & State                | Black & White                                               | Single | 26/01/2015 | PR042     | -                                                                        |
| Deniz Koyu & Don Palm                         | Lift                                                        | Single | 23/02/2015 | PR043     | -                                                                        |
| Nicky Romero vs Volt & State                  | Warriors                                                    | Single | 30/03/2015 | PR044     | -                                                                        |
| Nicky Romero vs Volt & State                  | Warriors (Remixes)                                          | EP     | 11/06/2015 | PR044R    | Remixes de Syn Cole, Pegboard Nerds, Giocatori & Rob Adans.              |
| Magnificence & Alec Maire feat Brooke Forman  | Heartbeat                                                   | Single | 04/05/2015 | PR045     | Nicky Romero Edit                                                        |
| Paris & Simo, Rico & Miella                   | Get Back                                                    | Single | 20/04/2015 | PR046     | -                                                                        |
| MAKJ & Thomas Newson                          | Black                                                       | Single | 26/05/2015 | PR047     | -                                                                        |
| John Christian, Arin Tone & Corey James       | Collage                                                     | Single | 08/06/2015 | PR048     | -                                                                        |
| Nicky Romero                                  | Lighthouse                                                  | Single | 29/06/2015 | PR050     | -                                                                        |
| Florian Picasso                               | Origami                                                     | Single | 20/07/2015 | PR051     | -                                                                        |
| Volt & State                                  | Sandcastles                                                 | Single | 03/08/2015 | PR053     | -                                                                        |
| Deniz Koyu feat. Angelika Vee                 | The Way Out                                                 | Single | 17/08/2015 | PR049     | -                                                                        |
| Disco Fries feat. Fatman Scoop                | Volume                                                      | Single | 14/09/2015 | PR052     | -                                                                        |
| MAKJ & Thomas Newson                          | Black (Wildstylez Remix)                                    | Single | 14/09/2015 | PR047R    | -                                                                        |
| Thomas Gold & Deniz Koyu                      | Never Alone                                                 | Single | 12/10/2015 | PR054     | -                                                                        |
| Florian Picasso                               | Want It Back (Origami)                                      | Single | 16/11/2015 | PR055     | -                                                                        |
| Gazlind                                       | Trouble                                                     | Single | 30/11/2015 | PR056     | -                                                                        |
| Nicky Romero & Stadiumx                       | Harmony                                                     | Single | 21/12/2015 | PR058     | -                                                                        |
| Volt & State, Sam Void, Avedon                | Hold On                                                     | Single | 18/01/2016 | PR059     | -                                                                        |
| Nicky Romero & Nile Rodgers                   | Future Funk                                                 | Single | 26/02/2016 | PR060     | -                                                                        |
| Arno Cost                                     | Coming Alive EP                                             | EP     | 14/03/2016 | PR061     | -                                                                        |
| Corey James & Teamworx feat. Kobi The Alien   | Make The Crowd Go                                           | Single | 11/04/2016 | PR062     | -                                                                        |
| Nicky Romero & Nile Rodgers                   | Future Funk (Remixes)                                       | EP     | 18/04/2016 | PR060R    | Remixes de Sam Void, S-Man, Giocatori                                    |
| Nicky Romero                                  | Novell                                                      | Single | 02/05/2016 | PR063     | -                                                                        |
| Florian Picasso                               | Final Call                                                  | Single | 13/05/2016 | PR064     | -                                                                        |
| Blinders                                      | You Don't Know                                              | Single | 03/06/2016 | PR066     | -                                                                        |
| Arno Cost feat. River                         | Coming Alive (Remixes)                                      | EP     | 01/07/2016 | PR061R    | Remixes de Simon De Jano, Madwill, Jimny, Exit Friendzone                |
| Florian Picasso                               | Final Call (Remixes)                                        | EP     | 08/07/2016 | PR064R    | Remixes de Nico de Andrea, Tom Tyger, Raiden, Mesto, Justin Mylo         |
| Nicky Romero                                  | Ready 2 Rumble                                              | Single | 22/07/2016 | PR068     | -                                                                        |
| Ovion                                         | On My Way                                                   | Single | 05/08/2016 | PR065     | -                                                                        |
| Nicky Romero                                  | The Moment (Novell) (Remixes)                               | EP     | 12/08/2016 | PR067R    | Remixes de Breathe Carolina, Lipless, Toby Green, Twofold                |
| Dumbers & Maximals                            | Dancin'                                                     | Single | 19/08/2016 | PR071     | -                                                                        |
| Florian Picasso & Tom Tyger                   | Mamo                                                        | Single | 29/08/2016 | PR069     | -                                                                        |
| Nicky Romero feat. Colton Avery               | Take Me                                                     | Single | 09/09/2016 | PR072     | -                                                                        |
| Blinders                                      | Hero                                                        | Single | 23/09/2016 | PR070     | -                                                                        |
| Nicky Romero & Navarra                        | Crossroads                                                  | Single | 14/10/2016 | PR073     | -                                                                        |
| Tom Tyger & Melsen                            | I Need U                                                    | Single | 16/12/2016 | PR075     | -                                                                        |
| Raiden feat. Bright Lights                    | Heart Of Steel                                              | Single | 13/01/2017 | PR074     | -                                                                        |
| Maximals                                      | Enigma                                                      | Single | 03/02/2017 | PR077     | -                                                                        |
| Funkybeat & Asters                            | Jupiter                                                     | Single | 24/02/2017 | PR078     | -                                                                        |
| Trilane & Yaro feat. Max Landry               | Miss Out                                                    | Single | 03/03/2017 | PR079     | Nicky Romero Edit                                                        |
| Corey James                                   | Bring It                                                    | Single | 07/04/2017 | PR080     | -                                                                        |
| Florian Picasso & Raiden                      | Hanabi                                                      | Single | 28/04/2017 | PR081     | -                                                                        |
| Sam Void                                      | On My Mind                                                  | Single | 12/05/2017 | PR082     | -                                                                        |
| Tom Tyger & Jakob Trice                       | I Wanna Love U                                              | Single | 22/05/2017 | PR083     | -                                                                        |
| Nicky Romero & John Christian                 | Iconic                                                      | Single | 09/06/2017 | PR084     | -                                                                        |
| Blinders                                      | Two Sides EP                                                | EP     | 23/06/2017 | PR085     | -                                                                        |
| Stefano Pain                                  | Fugitive                                                    | Single | 14/07/2017 | PR087     | -                                                                        |
| Tom Tyger vs Charles B                        | One Too Many                                                | Single | 10/08/2018 | PR117     |                                                                          |

## Albums
| Nom                                                              | Type        | Date       | Catalogue |
| ---------------------------------------------------------------- | ----------- | ---------- | --------- |
| Nicky Romero Presents Miami 2014                                 | Compilation | 10/03/2014 | PR001CD   |
| Nicky Romero Presents Protocol ADE 2014                          | Compilation | 13/10/2014 | PR002CD   |
| Nicky Romero Presents Miami 2015                                 | Compilation | 16/03/2015 | PR003CD   |
| Protocol Presents: ADE 2015 mixed by Volt & State                | Compilation | 05/10/2015 | PR004CD   |
| Protocol Presents Miami 2016 mixed by Florian Picasso & Blinders | Compilation | 07/03/2016 | PR005CD   |
| Nicky Romero Presents Protocol ADE 2016                          | Compilation | 07/10/2016 | PR006CD   |
| Nicky Romero Presents Protocol Miami 2017                        | Compilation | 10/03/2017 | PR007CD   |